# Ауфрехт, Теодор
Теодор Ауфрехт (нем. Theodor Aufrecht; 1822—1907) — немецкий лингвист и педагог.

## Биография
Теодор Ауфрехт родился 7 января 1822 года в городе Леснице (в настоящее время входит в Опольское воеводство, Стшелецкий повят, Польша).
Начальное образование получил в Верхней Силезии, где посещал гимназию. С 1843 года переехал в столицу Германии город Берлин, где всецело посвятил себя изучению сравнительного языкознания и санскрита.
В 1850 Теодор Ауфрехт стал приват-доцентом Университета имени Гумбольдтов, а в 1852 году отправился в Англию с целью ознакомиться с имеющимися там санскритскими памятниками. В Оксфорде ему было поручено составить каталог отделу санскрита в местной библиотеке; по окончании этой работы, он в 1862 году был приглашен в Эдинбургский университет на вновь открытую кафедру сравнительного языкознания и санскрита.
В 1875 году он занял ту же кафедру в Боннском университете. Путешествуя по Дании, Норвегии и Швеции, он близко ознакомился с языками скандинавского севера.
Вместе с Ф. Ф. А. Куном он основал: «Zeitschrift für vergleichende Sprachforschung», где было помещено много весьма ценных его статей. Помимо этого, она размещал свои сочинения в «Zeitschrift der Deutschen Morgenländischen Gesellschaft» и в «Philological Journal».
Теодор Ауфрехт скончался 3 апреля 1907 года в городе Бонне.